# 香港新視點
《香港新視點》（英語：Hong Kong Perspectives）是鳳凰衛視香港台半小時長的專題節目，由程治平、麥景榕主持。以專題方式報道，循不同的領域作切入點，透視香港社會、民生百態、經濟趨勢，以及在複雜國際關係中扮演的角色。透過專訪特區政府主要官員、學者智庫、相關機構主管，探討香港如何在「一國兩制」框架下，捕捉各項新機遇。
香港其他電視台同類節目有無綫電視翡翠台及無綫新聞台的《新聞透視》和《星期日檔案》、now寬頻電視及ViuTV的《經緯線》。

## 播放時間
《香港新視點》政治、社會及民生專題節目，固定在鳳凰衛視香港台，逢星期二晚上20:30至21:00首播。
- 首播：星期二晚上20:30-21:00
- 重播：次日04:30-05:00、10:00-10:30及15:00-15:30

- 首播：星期六晚上18:30-19:00
- 重播：次日12:30-13:00及23:30-24:00

## 外部連結
- 鳳凰秀：香港新視點
- YouTube：香港新視點